# Vlag van Caernarfonshire

Vlag van Caernarfonshire

De vlag van Caernarfonshire is de vlag van het Welshe graafschap Caernarfonshire. De vlag werd op maart 2012 geregistreerd bij het Flag Institute. De oorsprong van het embleem van de drie gele adelaars op een groen veld draait om de oude koning van Gwynedd, Owain Gwynedd, aan wie het symbool werd toegeschreven als zijn wapenschild.
Owain Gwynedd werd rond 1100 geboren en werd in 1137 koning van Gwynedd. In 1415 werd de Slag bij Azincourt gestreden waarbij de eenheden van Caernarfonshire naar verluidt onder een banier met drie gouden adelaars op groen vochten ter ere van Owain Gwynedd. Michael Drayton vermeldt dit in zijn werk The Battaile of Agincourt in 1627.
In zijn werk uit 1920 over de identiteiten van het graafschap, Story of the Shire, noemt Frederick Hackwood de drie gouden adelaars van Caernarfonshire een "authentiek" en "significant" insigne van het graafschap, en haalt hij hun associatie met de Romeinen uit de oudheid aan.